# Sarreaus
Sarreaus település Spanyolországban, Ourense tartományban. Sarreaus Vilar de Barrio, Laza, Cualedro, Trasmiras, Xinzo de Limia és Xunqueira de Ambía községekkel határos. Lakosainak száma 1069 fő (2024).

## Népesség
A település népessége az elmúlt években az alábbi módon változott:
| Lakosok száma | 1897 | 1800 | 1680 | 1587 | 1408 | 1313 | 1220 | 1162 | 1107 | 1069 |
|               | 2001 | 2004 | 2007 | 2009 | 2012 | 2014 | 2017 | 2019 | 2022 | 2024 |